# Kella Næslund
Kella (Carl-Henrik) Næslund, född 18 september 1957 är en svensk körledare och musikadministratör (projektledare och utvecklingsledare). 
Kella Næslund har studerat vid Stockholms musikpedagogiska institut och Kungliga Musikhögskolan i Stockholm. Han har examen som pianopedagog, FU-pedagog och körpedagog. 
Kella Næslund är genom Västerås Kulturskola på 50 % tjänst utvecklingsledare för Regional Kulturskola i Västmanland och genom Riksförbundet Unga Musikanter - RUM på 50 % tjänst projektledare för den årliga nationella barn- och ungdomsfestivalen MusikRUM i Västerås. Næslund är dessutom Sveriges Körförbunds distriktsansvarige för Västmanlands län. 
Under 2008-2016 var han producent vid Västmanlandsmusiken. Under 2015 var han anställd av Östgötamusiken, Linköping som projektledare för den nationella festivalen Svensk Blåsmusikfestival i Linköping. Mellan 2010 och 2015 var han anställd av Eric Ericson International Choral Centre som programsamordnare för Eric Ericsonhallen (f.d. Skeppsholmskyrkan) i Stockholm. Han var anställd vid Västmanlandsmusiken som körkonsulent under 15 år mellan åren 1993 och 2008. Under ett tiotal år var han förbundsdirigent för Västmanlands Körförbund som var ett regionförbund anslutet till Sveriges Körförbund. Under 40 år sedan 1975 har han varit körledare för ett flertal körer i Västerås och Sala, bland annat Pro Musica, Musikgymnasiets kör, Lagens Änglar, Elixir, Ton i Ton, Sala Kammarkör och Singoalla. 
Næslund har varit sekreterare i Föreningen Sveriges Körledare, ordförande för Körstämman Skinnskattebergs konstnärliga råd, ledamot i utbildningsnämnden för Sveriges Körförbund, Eric Ericson-stiftelsen och Körsam. 
Næslund har varit projektledare för Barnkörstämman i Skinnskatteberg 1995, Föreningen Sveriges Körledares körledarkonvent i Västerås 1995 och 2005 och Damkörkonvent i Västerås 1999. 1997-1998 var han länsansvarig i Västmanland för det landsomfattande körprojektet Toner För Miljoner. Han har varit projektanställd vid Sveriges Körförbund 1999-2000 som projektledare för körförbundets nationella körprojekt Körkraft. Han arbetade hos Rikskonserter 2003-2004 med Toner för Miljoners nationella körprojekt. 2008 var han festivalgeneral för den internationella vokalgruppsfestivalen The Real A Cappella Festival i Västerås konserthus. Konstnärligt ansvariga var The Real Group.
Kella Næslund är dotterson till Bror Jonzon.

## Priser och utmärkelser
- 1991 – Västerås stads kulturstipendium
- 2004 – Årets körledare
- 2009 – Årets Folkvid (Avser kulturinsatser för Anundshög, Västerås. Badelunda hembygdsförening)